# Налёт на Швайнфурт и Регенсбург
Первый налёт на Швайнфурт и Регенсбург (или операция «Двойной удар») — совместная операция стратегической авиации США и Великобритании во время Второй мировой войны. Являлся частью операции «Пойнт-бланк» по разрушению авиационной промышленности Германии путём стратегических бомбардировок. Задачей рейда был одновременный удар по заводу подшипников в Швайнфурте и авиазаводу в Регенсбурге. Налёт нанёс значительный ущерб намеченным целям, однако потери оказались недопустимо велики: из 376 «летающих крепостей», участвовавших в рейде, 60 было сбито и ещё 11 пострадали так, что не подлежали восстановлению. Основной причиной высоких потерь стало недостаточное воздушное прикрытие.

## Предшествующие события
В январе 1943 на конференции в Касабланке было принято решение начать стратегические бомбардировки Германии совместными англо-американскими силами. Целями бомбардировок должны были стать как объекты военной промышленности так и города Германии. Операция получила кодовое название «Пойнт-бланк».
По плану операции ВВС армии США должны были совершать дневные налёты на военные объекты, а ВВС Великобритании — ночные налёты на города Германии.
Первые бомбардировщики Boeing B-17 Flying Fortress из состава 8-й воздушной армии США начали прибывать в Англию в августе 1942. Пробный налёт был совершён 17 августа 1942 на железнодорожный узел в г.  Соттевиль-ле-Руан. Вплоть до сентября 1943 операции 8-й воздушной армии ограничивались целями на территории Франции.

## План операции

### Цели
Основной целью рейда были заводы по производству подшипников в Швайнфурте. На двух заводах, Kugelfischer (K.G.F.) и Vereinigte Kugellagerfabriken (V.K.F.), расположенных в этом небольшом баварском городе выпускалось почти 100 % немецких подшипников, поэтому их разрушение могло нанести заметный ущерб военной промышленности Германии в целом.
В качестве дополнительной цели был выбран авиазавод в Регенсбурге. По данным американской разведки, здесь выпускалось около 380 истребителей «Мессершмитт» Bf.109G в месяц, что составляло от 25 % до 30 % всего выпуска одномоторных истребителей
Кроме прямого эффекта, одновременный налёт на две цели должен был привести к распылению сил истребителей ПВО и облегчить выполнение задания.
Для отвлечения сил германских ПВО, одновременно с рейдом сил 8-й ВА, британские ВВС должны были атаковать базу люфтваффе в Аррасе и некоторые другие объекты.

### Состав
На основную цель в Швайнфурте направлялся 231 бомбардировщик B-17, а на дополнительную в Регенсбурге — 146. Прикрытие состояло из 183-х P-47 (8-я ВА) и 97-и Спитфайров (RAF). Кроме того, для отвлекающих атак по объектам ПВО были привлечены средние бомбардировщики B-26 (108 единиц) и B-25s (13 единиц), с эскортом из 152-х Спитфайров и 78-и Тайфунов. Таким образом, всего в день налёта планировалось направить в воздушное пространство Германии более тысячи самолётов.

### Маршрут и время
Взаимодействие столь крупных сил требовало точного планирования.
Первым планировался вылет группы на Регенсбург, которая должна была отвлечь на себя основные силы люфтваффе. После нанесения удара, группа должна была не возвращаться в Англию, а продолжить движение на юг к авиабазам в Северной Африке. Эти базы были построены уже после поражения сил Роммеля и имелась высокая вероятность, что немцам о них не было известно. Таким образом, уменьшался риск потерь на обратном пути. Общее планируемое время полёта составило 11 часов, поэтому для того, чтобы успеть на посадку засветло, стартовать нужно было на рассвете.
Первая группа на Швайнфурт должна была стартовать уже через девять минут после вылета последней группы на Регенсбург. Расчёт строился на том, чтобы пройти к цели с минимальными потерями, пока основные силы люфтваффе будут заняты боем с первой волной бомбардировщиков. Однако погода внесла свои коррективы, и из-за густого тумана вылет на Швайнфурт был задержан на несколько часов. В то же время первая группа не могла ожидать в воздухе, иначе запаса топлива не хватило бы для перелёта в Африку. Таким образом, весь расчёт на отвлечение истребителей рухнул. Тем не менее, операцию было решено продолжать.

## Развитие событий

### Регенсбург
В налёте на Регенсбург участвовали 146 «Летающих крепостей» (94-я, 95-я, 96-я, 100-я, 385-я, 388-я, 390-я бомбардировочные группы), которые вылетели с британских аэродромов около 7:00 по местному времени. Они достигли границ Германии без особых проблем, однако после того, как истребители сопровождения (87 P-47 Thunderbolt из 56-й и 353-й истребительных групп) достигли предела своего радиуса действия и повернули назад, бомбардировщики остались почти беззащитны перед атаками люфтваффе. Из-за технических проблем 7 В-17 повернули обратно.
В 12:24 по местному времени в Регенсбурге была объявлена воздушная тревога. Навстречу американцам поднялись десятки Bf 109-G6 противовоздушной обороны, которым ещё на подлёте к цели удалось сбить 12 «крепостей». Истребители впервые использовали ракеты «воздух-воздух». Кроме того, для того, чтобы расстроить строй «крепостей», они сбрасывали сверху зажигательные бомбы. Наибольшие потери понесла 100-я бомбардировочная группа (сбиты 9 из 21 самолёта), которая получила после этого прозвище «Кровавая сотая». Из воспоминаний подполковника Бирна Лэя-младшего, наблюдателя одного из экипажей 100-й группы:

Десять минут, двадцать минут, тридцать минут, а атака всё не прекращалась. Истребители выстроились, как безработные в очереди за хлебом. Они непрерывно стреляли. Стрелки вели огонь из пулемётов, воздух внутри был тяжёлым от дыма... После того как непрерывная атака продолжалась уже целый час, стало ясно, что группе грозит полное уничтожение. Семь самолётов уже было сбито, истребителей становилось всё больше. И это в 11.20! До выхода на цель оставалось ещё 35 минут. Сомневаюсь, что кто-то в группе представлял себе возможность того, чтобы добраться до цели, не потеряв все самолёты. Я сознавал, что давно смирился с тем, что погибну, вопрос лишь — в следующую секунду или минуту. Я убедился на собственном опыте, что человек может смириться с неизбежностью собственной смерти, не впадая в панику. Огневая мощь нашей группы снизилась на 33 процента, боеприпасы заканчивались. Боезапас хвостовых пулемётов пополнялся за счёт других позиций. Силы стрелков подходили к концу... Погода над целью, как и в течение всего полёта, была идеальной. Огонь ПВО был слабым. Группа сбросила бомбы точно за лидером. Когда мы повернули в сторону Альп, я получил жестокое удовлетворение от вида прямоугольного столба дыма, поднимавшегося от цехов завода, где изготавливали Ме-109.— Р. Джексон. В-17 Летающая крепость. М.: Эксмо, 2007. С. 52-53.
Первые бомбы упали на Регенсбург в 12:42. Всего было сброшена 971 фугасная бомба (227 кг) и 448 зажигательных бомб по 112 кг — всего более 270 тонн бомб. Около 70% упали на заводскую территорию и лётное поле.

### Швайнфурт

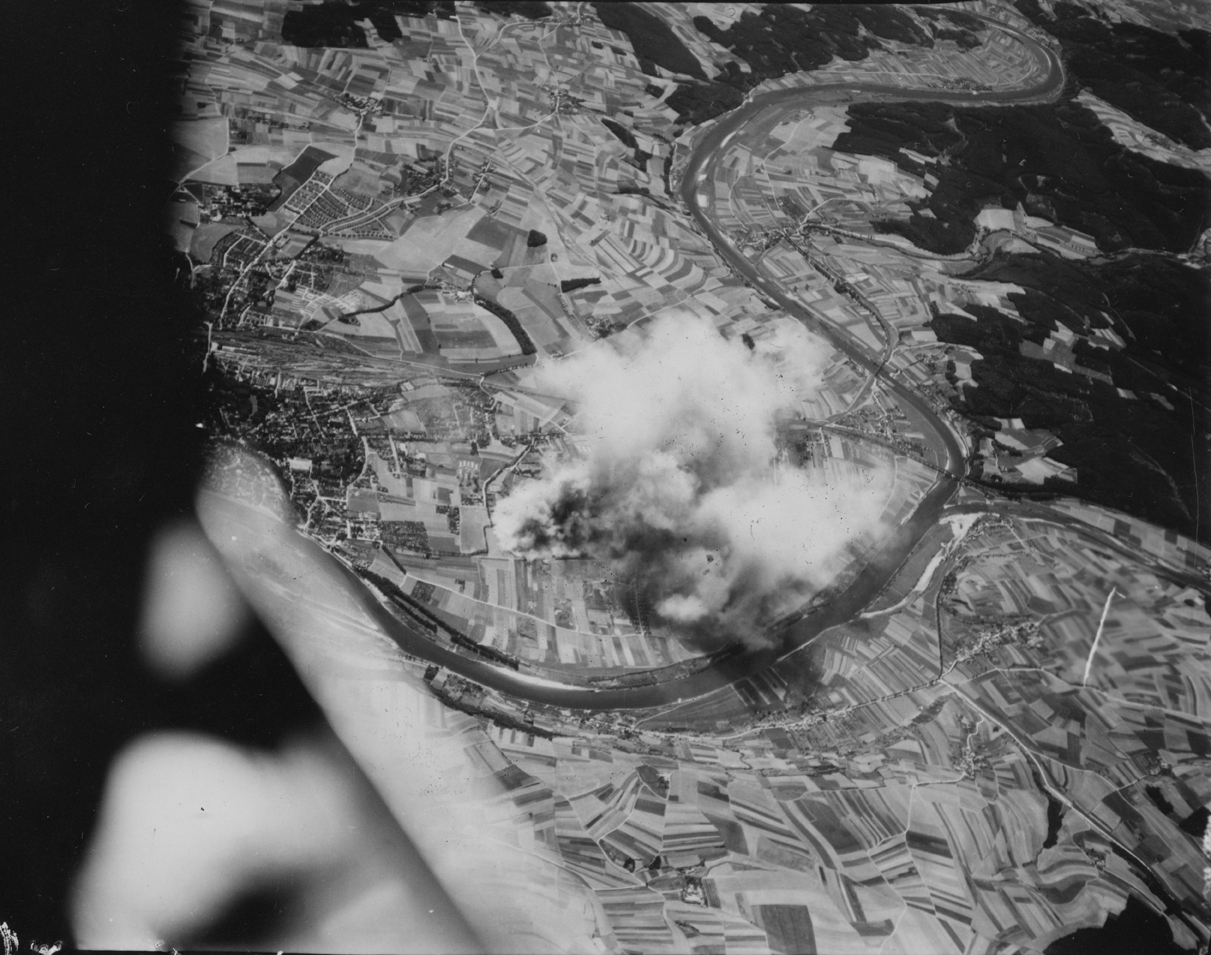
Завод «Мессершмитт» в Регенсбурге, затянутый дымом после бомбардировки

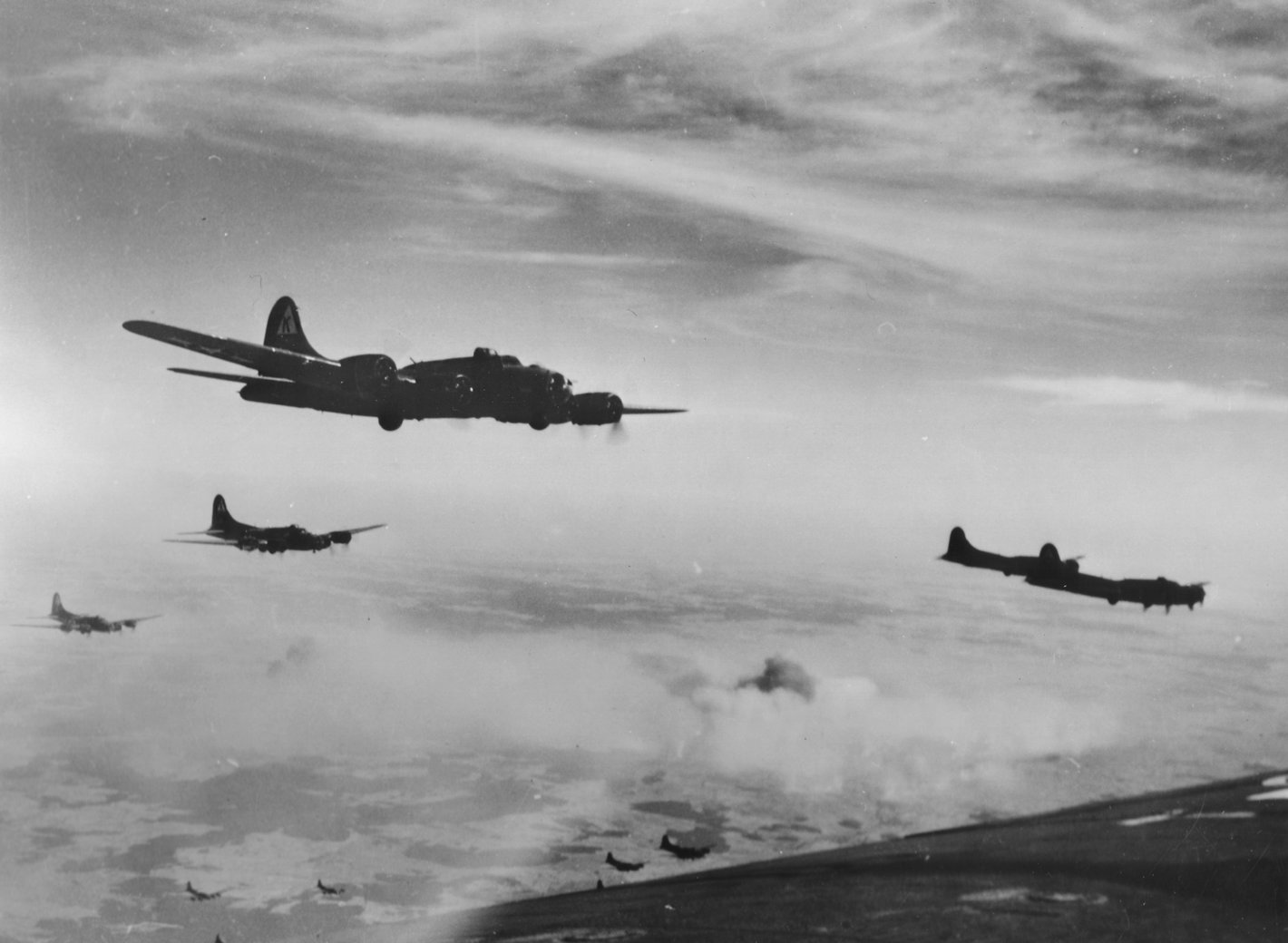
B-17 379-й бомбардировочной группы, входящей в состав ударной группы Швайнфурта

1-е бомбардировочное крыло под командованием бригадного генерала Роберта Б. Уильямса состояло из девяти групп B-17.
В состав швайнфуртской группы входило 230 бомбардировщиков, объединенных в 12 подгрупп, разделенных на две оперативные группы, каждая из которых состояла из двух крыльев. Каждое крыло состояло из трех групп и имело в воздухе длину более 30 км. Уильямс лично возглавил миссию, в качестве второго пилота на самолете ведомого командира 91-й бомбардировочной группы.

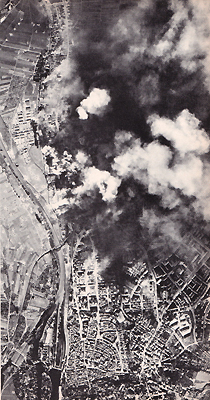
Дым и пыль поднимаются над шарикоподшипниковым заводом в Швайнфурте, Германия

Из-за задержки начала миссии восемь эскадрилий истребителей «Спитфайр» Королевских ВВС (96 самолетов) из 11-й и 83-й групп  сопровождали бомбардировщики до Антверпена, где их должны были заменить истребители P-47, которые должны были  вести сопровождение до Эйпена.
Первые атаки немецких истребителей начались почти сразу же. Передовое крыло постоянно подвергалось лобовым атакам со стороны истребителей Messerschmitt Bf 109 и Focke-Wulf Fw 190, и хотя эскортные самолеты Королевских ВВС сбили восемь из атаковавших, им пришлось вернуться на базу в самом начале боя. Две группы P-47 (88 самолетов) прибыли с опозданием на пять и восемь минут, и, несмотря на отдельные бои, им также пришлось прервать вылет практически сразу после прибытия.
В воздушном пространстве Германии в бой вступили истребители Bf 109 G-6 из 5 Staffel / JG 11, накануне вооруженные неуправляемыми ракетами класса «воздух-воздух» Werfer-Granate 21, а также вооруженные аналогичным образом двухмоторные  Bf 110 Zerstörer.  Всего в атаках участвовало более 300 истребителей с 24 баз.
Потери в ведущей группе из 57  B-17   были настолько серьезными, что многие летчики допускали возможность полного уничтожения группы до того, как оно достигнет цели. Однако в 15 милях от Швайнфурта истребители противника, сбив 22 бомбардировщика, вышли из боя и вернулись для дозаправки и пополнения боезапаса. В пяти милях от Швайнфурта немецкие зенитные орудия открыли эффективный зенитный огонь по пути движения бомбардировщиков.
В 14:57  около 40 B-17 передового крыла сбросили бомбы на район цели, где находилосьсь пять заводов и 30 000 рабочих; в течение 24 минут за ними следовали остальные силы. 183 бомбардировщика сбросили 424,3 тонны бомб, в том числе 125 тонн зажигательных бомб.
Над Швайнфуртом три B-17 были сбиты зенитной артиллерией. Через пятнадцать минут после выхода из зоны поражения группы B17  собрались вместе в районе города Майнинген,  и затем продолжили полет на запад в направлении Брюсселя. Примерно в 15:30 немецкие истребители возобновили атаки, сосредоточившись теперь на поврежденных бомбардировщиках. Между 16:20 и 17:00 для поддержки отхода прибыла группа прикрытия из 93 самолетов P-47 и 95 самолетов Spitfire, заявившие впоследствие о 21 сбитом истребителе. Еще восемь бомбардировщиков были потеряны, прежде чем отряд достиг Северного моря, где еще три совершили аварийную посадку. В общей сложности швайнфуртская группа  потеряла 36 бомбардировщиков.

## Последствия

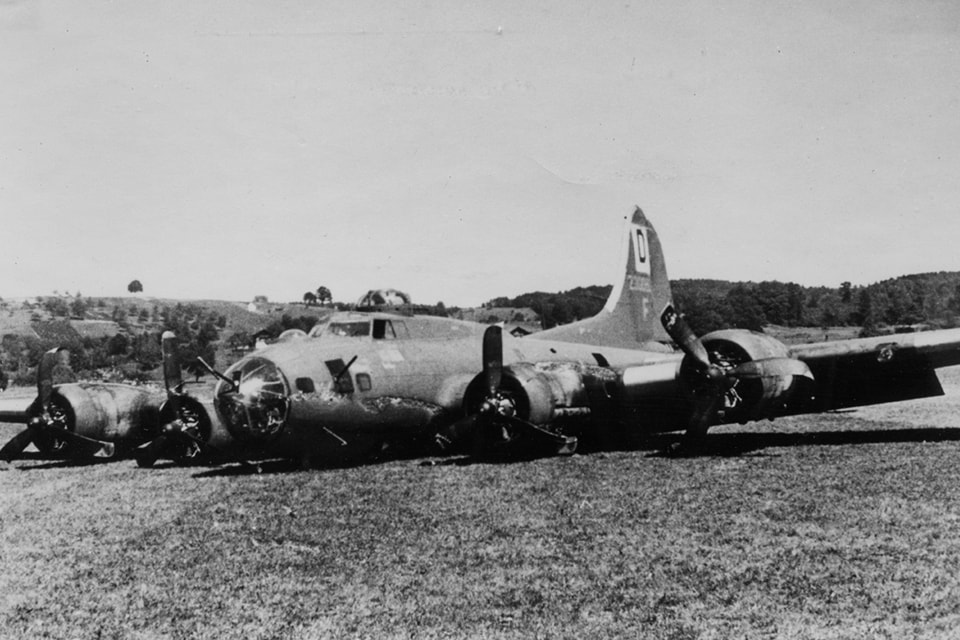
B-17 по прозвищу «Светская жизнь» из 100-й бомбардировочной группы, совершивший аварийную посадку в Швейцарии, где самолет и его экипаж были интернированы

Обе группы объявили о пропаже без вести 55 B17 с 552 членами экипажа. Около половины из них стали военнопленными, а 20 были интернированы в Швейцарии. Шестьдесят самолетов были потеряны над контролируемой Германией территорией в Швейцарии или потерпели крушение в море, из которых пять экипажей были спасены. На борту бомбардировщиков, вернувшихся в Англию после выполнения задания, погибло семь членов экипажа, двадцать один человек получил ранения.
60 самолетов, потерянных в ходе одного вылета, более чем вдвое превысили самые высокие предыдущие потери на тот момент. Еще от 55 до 95 самолетов получили серьезные повреждения. Из числа поврежденных многие остались в Северной Африке и так и не были отремонтированы. Три самолета P-47 Thunderbolt из 56-й истребительной группы и два самолета Spitfire Королевских ВВС были сбиты при защите сил налета на Швайнфурт.
Пилоты «Спитфайров» заявили о 13 сбитых немецких истребителях, а пилоты «P-47» — о 19. Стрелки бомбардировщиков заявили о 288 сбитых истребителях, при этом Люфтваффе заявило о потере только 25-27 самолетов.
В Регенсбурге были разрушены или серьезно повреждены все шесть основных цехов завода «Мессершмитт», а также многие вспомогательные сооружения, включая цех окончательной сборки. В Швайнфурте разрушения были менее серьезными, но, тем не менее обширными. Две крупнейшие фабрики, Kugelfischer & Company и Vereinigte Kugellager Fabrik I, получили не менее 80 прямых попаданий. На пяти заводах было разрушено 35 000 м 2 зданий и более 100 000 м 2 пострадали от пожара. На всех заводах, за исключением Kugelfischer, пожар нанес значительный ущерб в результате воспламенения машинного масла, используемого в производственном процессе.
Альберт Шпеер сообщил о потере 34 % производственных мощностей, но снижение производства и фактическая потеря подшипников были компенсированы запасами, собранными по всей Германии. Шпеер указал, что инфраструктура отрасли не могла быть разрушена в результате одного налета. По его мнению, две основные ошибки, допущенные ВВС США во время августовского налета, заключались, во-первых, в разделении сил вместо того, чтобы нанести удар по шарикоподшипниковым заводам, и, во-вторых, в отсутствии возможности дополнить первый удар повторными атаками.
В результате налета погибло 203 мирных жителя. Масштаб и размах американской операции, а также проведенная в тот же день британцами бомбардировка полигона в Пенемюнде и испытательного центра «Пенемюнде-Вест» на о. Узедом (Операция «Гидра») потрясли немецкое военно-воздушное командование; стресс привел к самоубийству начальника штаба Люфтваффе Ганса Ешоннека.
Налет доказал ошибочность идеи глубокого проникновения в Германию без адекватного дальнего сопровождения. 1-е бомбардировочное крыло находилось над оккупированной немцами территорией в течение трех часов и тридцати минут, из которых два часа и десять минут, включая все время, проведенное над самой Германией, не имели никакой истребительной поддержки. Во время второго налета на Швайнфурт 14 октября, потери составили более 20 % (60 из 291 B-17), что привело к приостановке налетов на Германию на пять месяцев. Из-за высоких потерь был отстранён от командования командующий 8-й ВА генерал Айра Икер — один из членов «бомбардировочной мафии».
14 октября 1943 года был совершён второй налёт на Швайнфурт.